# Becky Hammon
Rebecca Lynn Hammon, detta Becky (in russo Ребекка Линн Хаммон?; Rapid City, 11 marzo 1977), è un'ex cestista e allenatrice di pallacanestro statunitense naturalizzata russa, professionista nella WNBA.
Il 30 dicembre 2020, diventa la prima donna a ricoprire il ruolo di primo allenatore in NBA in seguito all'espulsione di Gregg Popovich, durante la partita contro i Los Angeles Lakers.
Nel 2023 è stata inserita fra i membri del Naismith Memorial Basketball Hall of Fame in qualità di cestista.

## Palmarès

### Squadra

#### Giocatrice
- NWBL: 2
Colorado Chill: 2005, 2006
- Torneo olimpico: 1 bronzo
Nazionale russa: Pechino 2008
- WNBA All-Star: 7 (2003, 2004, 2005, 2006, 2007, 2009, 2010)

#### Allenatrice
- Campionato WNBA: 2
Las Vegas Aces: 2022, 2023

## Palmarès

### Individuale

#### Giocatrice
- 2 volte All-WNBA First Team (2007, 2009)
- 2 volte All-WNBA Second Team (2005, 2008)
- Migliore passatrice WNBA (2007)
- Migliore tiratrice da tre punti WNBA (2003)
- 6 volte migliore tiratrice di liberi WNBA (2003, 2005, 2006, 2008, 2010, 2014)
- NWBL Pro Cup Tournament MVP (2005)
- 2 volte miglior marcatrice NWBL (2005, 2006)
- 2 volte miglior passatrice NWBL (2005, 2006)

#### Allenatrice
- WNBA Coach of the Year (2022)